# 維斯基亞爾嶺
62°32′29″S 59°39′29″W / 62.54139°S 59.65806°W

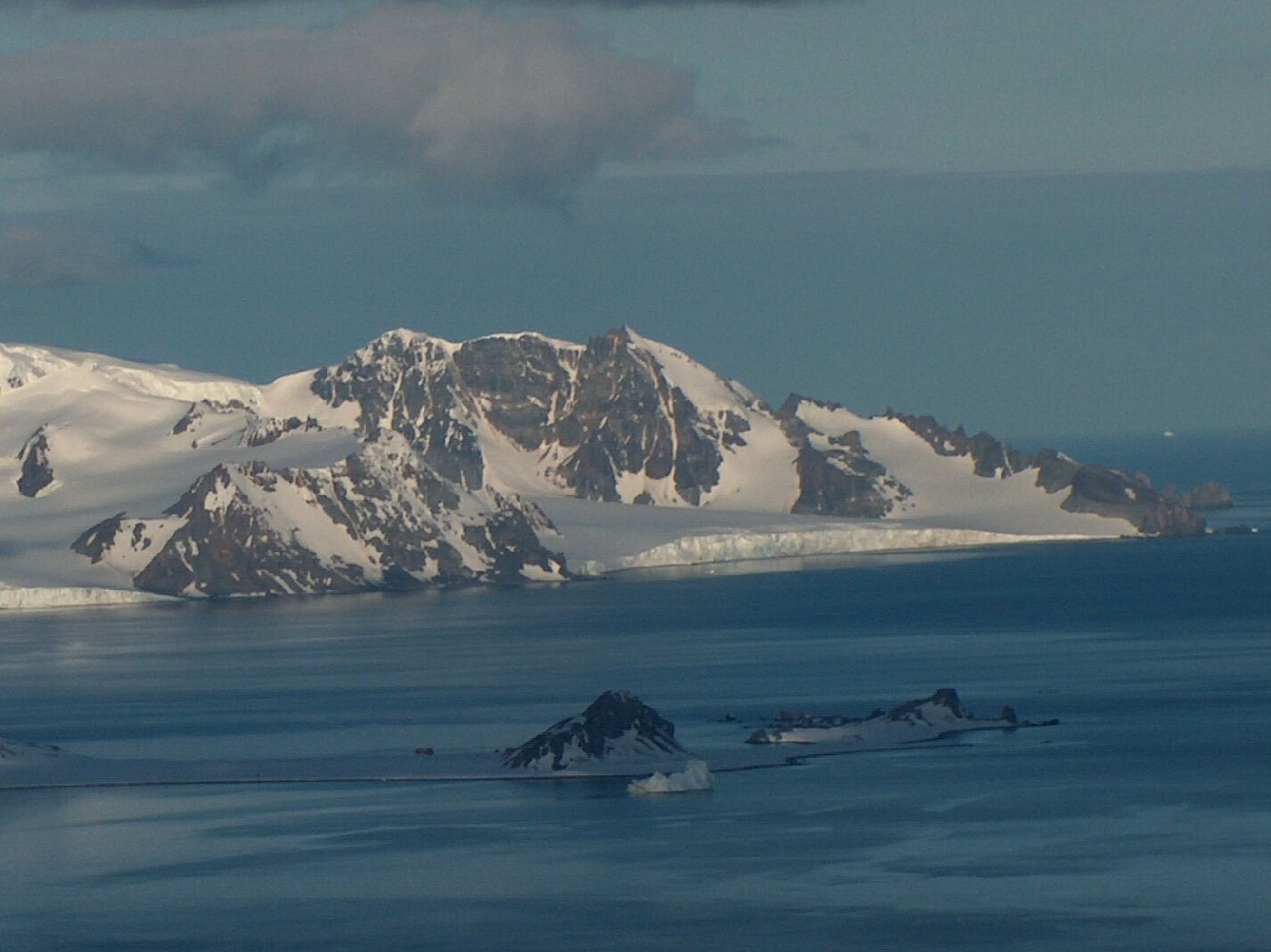

維斯基亞爾嶺是南極洲的山嶺，位於南设得兰群岛中格林尼治島東南部，是布雷茲尼克高地的一部分，長2.5公里，海拔高度600米，以保加利亞西部山脈命名。

## 外部連結
- SCAR Composite Antarctic Gazetteer（页面存档备份，存于）.